# 卢肇钧
卢肇钧（1917年—2007年12月28日），中国土力学及基础工程专家。

## 生平
原籍福建福州，生于河南郑州。1941年毕业于清华大学土木工程系。1948年获美国哈佛大学科学硕士学位，后来取得麻省理工学院土力学博士。铁道部科学研究院研究员。长期从事土的基本性质和特殊土地区筑路技术研究。1991当选为中国科学院院士（学部委员）。
2007年12月28日零时50分在北京逝世，享年91岁。